# Blenina
Blenina is een geslacht van vlinders van de familie visstaartjes (Nolidae), uit de onderfamilie Nolinae.

## Soorten
- B. albifascia Pinhey, 1968
- B. angulipennis (Moore, 1882)
- B. astarte (Fawcett, 1916)
- B. brevicosta A.E. Prout, 1921
- B. chloromelana (Mabille, 1890)
- B. chlorophila Hampson, 1905
- B. chrysochlora (Walker, 1865)
- B. diagona Hampson, 1912
- B. donans Walker, 1857
- B. ephesioides Pagenstecher, 1886
- B. friederici Gaede, 1935
- B. fumosa Swinhoe, 1903
- B. hyblaeoides Kenrick, 1917
- B. lichenopa Meyrick, 1897
- B. lichenosa Moore, 1877
- B. lucretia Dalman, 1823
- B. malachitis Hampson, 1905
- B. malagasy Viette, 1979
- B. metachrysa Turner, 1902
- B. metanyctea Hampson, 1905
- B. metascia Hampson, 1914
- B. miota Hampson, 1905
- B. mniois Prout, 1925
- B. nigrans Bethune-Baker, 1906

- B. obliquinaria Hampson, 1912
- B. puloa Swinhoe, 1901
- B. quadripuncta Hampson, 1902
- B. quinaria Moore, 1882
- B. richardi Viette, 1958
- B. salomonis Swinhoe, 1905
- B. samphirophora Turner, 1920
- B. senex Butler, 1878
- B. smaragdina Bethune-Baker, 1906
- B. squamifera (Wallengren, 1860)
- B. subterminalis Prout, 1928
- B. triphaenopsis Hampson, 1905
- B. varians Bethune-Baker, 1906
- B. vatu Robinson, 1975
- B. viridata Bethune-Baker, 1906